# Verbandsgemeinde Dudenhofen

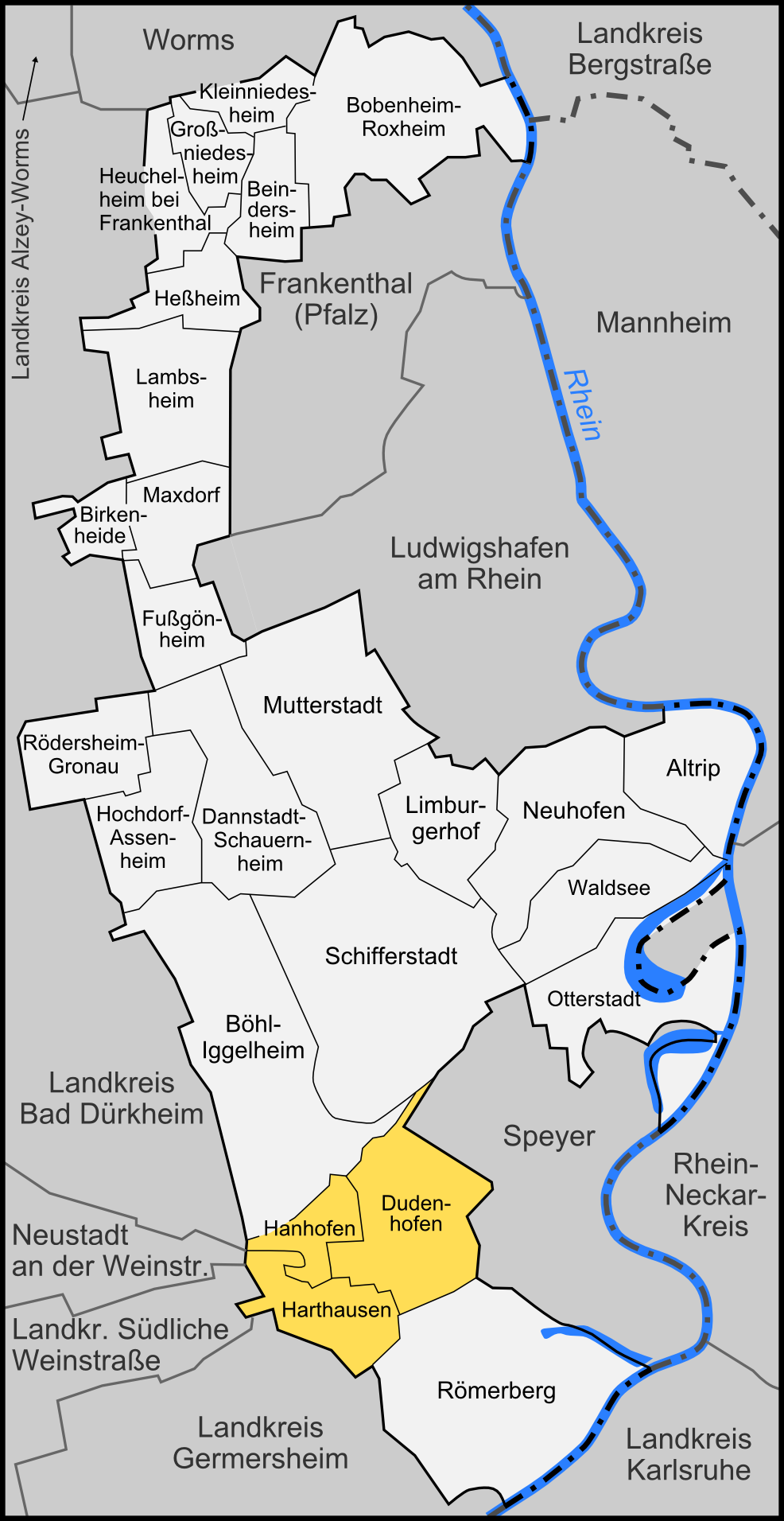
Lage der Verbandsgemeinde im Rhein-Pfalz-Kreis

Die Verbandsgemeinde Dudenhofen war eine Gebietskörperschaft im Rhein-Pfalz-Kreis in Rheinland-Pfalz. Der Verbandsgemeinde gehörten drei eigenständige Ortsgemeinden an, der Verwaltungssitz war in der namensgebenden Gemeinde Dudenhofen.
Sie lag in der Vorderpfalz und entstand 1972 im Zuge der rheinland-pfälzischen Funktional- und Gebietsreform. Zum 1. Juli 2014 wurde die Verbandsgemeinde Dudenhofen aufgelöst und für die zugehörenden Ortsgemeinden zusammen mit der bis dahin verbandsfreien Gemeinde Römerberg die Verbandsgemeinde Römerberg-Dudenhofen neu gebildet.

## Verbandsangehörige Gemeinden
| Ortsgemeinde                | Fläche (km²) | Einwohner |
| --------------------------- | ------------ | --------- |
| Dudenhofen                  | 12,95        | 5.919     |
| Hanhofen                    | 5,80         | 2.536     |
| Harthausen                  | 8,37         | 3.073     |
| Verbandsgemeinde Dudenhofen | 27,13        | 11.528    |

(Einwohner am 30. Juni 2014)

## Bevölkerungsentwicklung
Die Entwicklung der Einwohnerzahl bezogen auf das Gebiet der Verbandsgemeinde Dudenhofen zum Zeitpunkt ihrer Auflösung; die Werte von 1871 bis 1987 beruhen auf Volkszählungen:
| Jahr | Einwohner |
| 1815 | 1.784     |
| 1835 | 2.901     |
| 1871 | 3.549     |
| 1905 | 4.032     |
| 1939 | 5.038     |
| 1950 | 5.734     |

| Jahr | Einwohner |
| 1961 | 6.652     |
| 1970 | 7.329     |
| 1987 | 9.083     |
| 1997 | 10.421    |
| 2005 | 11.128    |
| 2014 | 11.528    |

## Politik

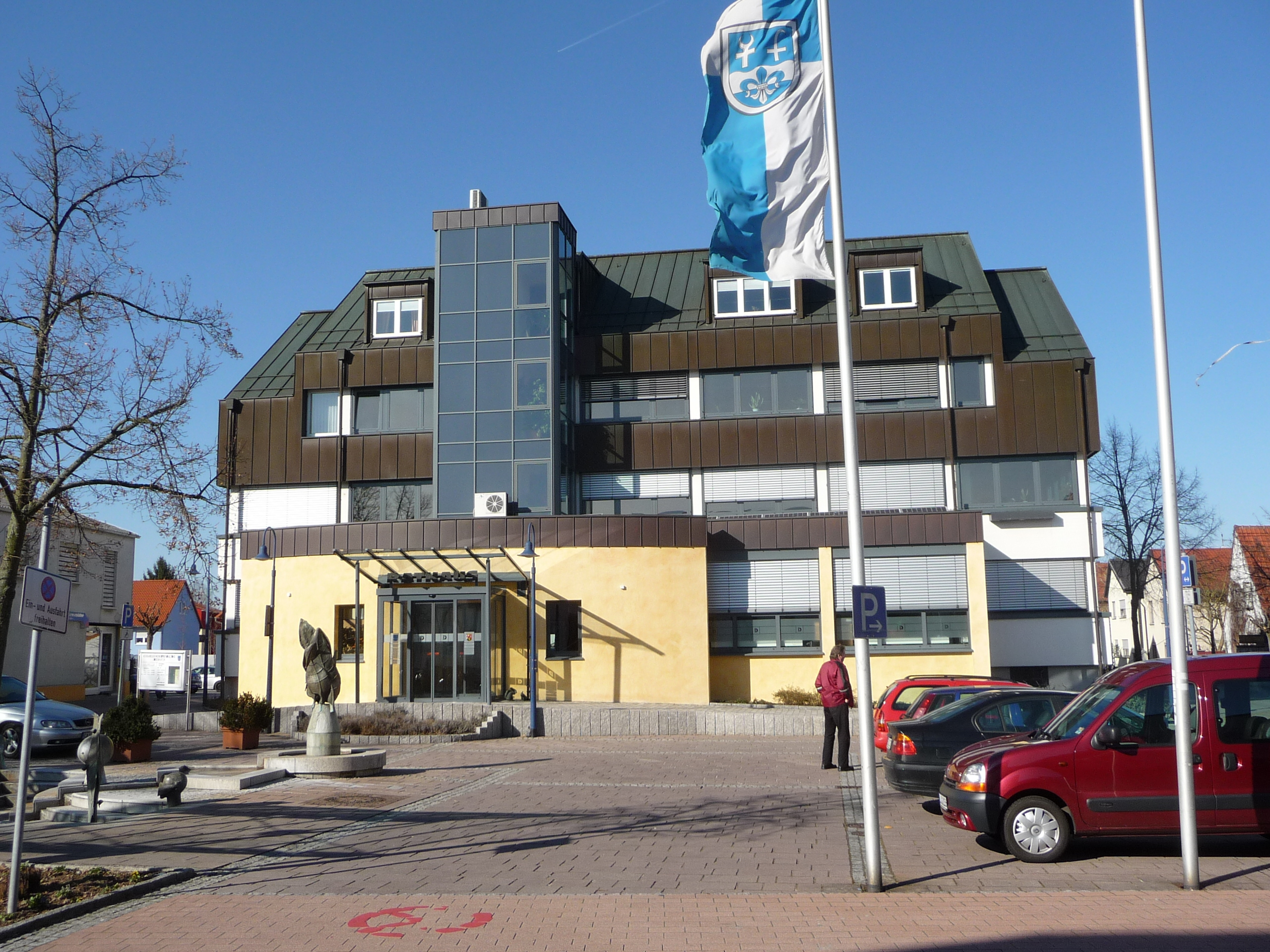
Verwaltungsgebäude der Verbandsgemeinde Dudenhofen

### Verbandsgemeinderat
Der Verbandsgemeinderat Dudenhofen bestand aus 28 ehrenamtlichen Ratsmitgliedern, die zuletzt bei der Kommunalwahl am 7. Juni 2009 in einer personalisierten Verhältniswahl gewählt wurden, und dem hauptamtlichen Bürgermeister als Vorsitzendem.
Die Sitzverteilung im Verbandsgemeinderat:
| Wahl | SPD | CDU | FDP | GRÜNE | FWG | Gesamt   |
| ---- | --- | --- | --- | ----- | --- | -------- |
| 2009 | 7   | 15  | 2   | 2     | 2   | 28 Sitze |
| 2004 | 7   | 15  | 2   | 2     | 2   | 28 Sitze |

### Bürgermeister
Von 2009 bis 2014 amtierte Peter Eberhard (CDU) als hauptamtlicher Bürgermeister der Verbandsgemeinde.

### Wappen
Die Blasonierung des Wappens lautet: „Im silbernen Schildbord durch Wellenlinien geteilt, oben in Blau, rechts ein silbernes Kreuz, dessen Arm verlängert und zu stilisierten Krümme rechtshin ausgezogen ist, links ein ebenfalls silbernes Kreuz, dessen Arm in einer liegenden Mondsichel endet, unten von Silber und Blau geteilt, darin eine Lilie in wechselnder Tinktur.“
Das Wappen wurde 1983 von der Bezirksregierung genehmigt. Es enthält die Hauptelemente der Wappen der drei Ortsgemeinden, das Kreuz mit der Mondsichel von Hanhofen, daneben das Kreuz von Dudenhofen und unten die Lilie von Harthausen. Die Farben Blau und Silber verweisen auf das Hochstift Speyer, zu dem alle drei Orte lange gehörten.

### Partnerschaften
Seit Oktober 1992 bestand eine Partnerschaft mit der sächsischen Stadt Oberlungwitz.